# Szenie
Szenie (biał. Шані; ros. Шени) – agromiasteczko na Białorusi, w obwodzie brzeskim, w rejonie prużańskim, w sielsowiecie Szenie, przy drodze republikańskiej .
W dwudziestoleciu międzywojennym leżały w Polsce, w województwie poleskim, w powiecie prużańskim. Do 1926 były siedzibą gminy Szenie.